# Бейт
Бейт (араб. بيت‎ «дом») — двустишие в поэзии народов Востока, выражает законченную мысль; может быть отдельным стихом, может создавать рубаи, газели, касыды и другие формы восточной лирики.
Бейт — минимальная строфическая единица тюркской и персидской поэзии. В переводе с арабского означает «дом». Организующие бейт полустишия именуются мисра, то есть «скаты крыши» или «створки двери» — так образно передано симметричное строение бейта (из двух равных полустиший). Стихи, составляющие бейт, в зависимости от поэтического жанра могут быть рифмованными и нерифмованными.
В газелях и касыдах обычно первый бейт состоит из рифмованных стихов, а вторые строки последующих бейтов должны рифмоваться со вторым стихом первого бейта (аа, ба, ва и т. д.).
На арабском, персидском, тюркском языках (имеющих письменность на основе арабской графики) бейт — это одна строка с пробелом между полустишиями-мисра (иногда между мисра ставился разделитель — к примеру, звёздочка — чернилами другого цвета).
Схема такова:
```
***********     ************  бейт
мисра                 мисра

```

В русском переводе бейт — это двустишие, где мисра занимает строку.
Схема:
```
*************
*************

```

К примеру, бейт Бабура в переводе выглядит так:
Тьма кос и лика лунный свет отняли все сполна:

И днём душе покоя нет, и ночью не до сна!
(перевод С. Иванова)
А в оригинале графика выглядит одной строкой:
Тьма кос и лика лунный свет отняли все сполна: И днём душе покоя нет, и ночью не до сна!